# 生産関数
生産関数（せいさんかんすう、production function）とは、生産物の最大可能な産出量を生産要素の投入量に対応して表す関数である。
企業は資本、技術、人材、原材料などの生産要素を用いて生産活動を行う経済主体である。つまり、企業はそれら投入物の種類や量によって生産量が決まる。生産関数はこの関係を単純化させ、数学的モデルで表したものである。
マクロ経済学の分野では、一国の経済の生産プロセスや要素量の変動を動学的に示す役割をも果たしている。生産関数は、フランク・ラムゼイの最適成長モデルといったところでも見られるが、さらに新古典派経済学では、あらゆる経済学的現象を立証するのに用いられている。

## 数学的表現
生産量Y を生産要素（n 種類あるとする）の投入量 x1 , ... xn の関数で表すと
{\displaystyle Y=F(x_{1},\dots ,x_{n})}
となる。これが一般的な生産関数の数学的表現である。
これの単純化したケースとして、生産要素が 1 種類だけ（たとえば労働L ）あるいは 2 種類（労働L と資本K ）などといったものがよく考えられる。他に生産要素として、技術や減価償却などが考えられることがある。

### 例
生産関数の例には以下のようなものがある。ただし生産要素は労働L と資本K の 2 種類であるとする。
コブ・ダグラス型生産関数
生産量Y が生産要素の同次関数としたものである。チャールズ・コブとポール・ダグラスによって1928年に提案された。
{\displaystyle Y=AL^{\alpha }K^{\beta }\,}
但し、A は技術進歩などで変化するスケール係数、αは労働分配率、βは資本分配率と呼ばれ、0 < α< 1 , 0 < β < 1 を満たす。コブ・ダグラス型生産関数の代替の弾力性は1である。
CES生産関数
代替の弾力性が一定の、より一般的な代替関係を表す生産関数である。1961年にソロー、ミーンハス、アロー、チェリーの4人によって提案された。
{\displaystyle Y=\gamma [\delta K^{-\rho }+(1-\delta )L^{-\rho }]^{-\mu /\rho }}
ここで、γは効率パラメータまたはスケール係数、ρは代替パラメータ、δは分配パラメータ、μは規模の経済性パラメータと呼ばれる。
固定係数型生産関数

## 限界生産力
限界生産力MP とは、他の全ての生産要素投入量を一定に保ったまま、ある 1 種類の生産要素投入量を 1 単位だけ増やしたときの生産量Y の変化である。
{\displaystyle MP_{i}\equiv {\frac {\partial Y}{\partial x_{i}}}}

## 性質
生産関数は、通常、以下の性質を満たすと仮定される。
- ある 1 種類の生産要素xi の投入量を増やせば、生産量も増加する。
{\displaystyle MP_{i}>0,(i=1,\dots ,n)}
- 収穫逓減の法則（または限界生産力逓減の法則）が成り立つ。すなわち生産量の増加量は徐々に小さくなる。
{\displaystyle {\frac {\partial MP_{i}}{\partial x_{i}}}={\frac {\partial ^{2}Y}{\partial x_{i}^{2}}}<0}

## 派生概念

### 規模の経済
全ての生産要素投入量を同じ率（k 倍とする）で増加させるとき、生産量Y の増加量がそれに比例するかどうかで 3 つのケースに分けられる。それぞれは
1. 規模に関して収穫は一定
{\displaystyle Y(kx_{1},\dots ,kx_{n})=kY(x_{1},\dots ,x_{n})}
2. 規模に関して収穫は逓増（または（狭義の）規模の経済）
{\displaystyle Y(kx_{1},\dots ,kx_{n})>kY(x_{1},\dots ,x_{n})}
3. 規模に関して収穫は逓減（または規模の不経済）
{\displaystyle Y(kx_{1},\dots ,kx_{n})<kY(x_{1},\dots ,x_{n})}

と呼ばれる。
前述のコブ＝ダグラス型生産関数の場合、
1. 規模に関して収穫は一定：α + β = 1
2. 規模に関して収穫は逓増：α + β > 1
3. 規模に関して収穫は逓減：α + β < 1

となる。

### 等生産量曲線
生産関数の等値線を等生産量曲線と呼ぶ。
生産関数の性質より、等生産量曲線は以下の性質を持つ。ただし簡単化のため生産要素を 2 種類（労働L と資本K ）とするが、一般の場合も同様である。
1. 右下がりである[注 2]。
{\displaystyle {\frac {dL}{dK}}<0}
2. 原点に向かって凸である。